# آمادو دیاموتنه
آمادو دیاموتنه (انگلیسی: Amadou Diamouténé؛ زادهٔ ۳ ژانویهٔ ۱۹۸۵) بازیکن فوتبال اهل مالی است.
از باشگاه‌هایی که در آن بازی کرده است می‌توان به باشگاه فوتبال نصر حسین دای، باشگاه فوتبال اتحاد الجزایر، و باشگاه ورزشی جولیبا اشاره کرد.
وی همچنین در تیم‌های ملی فوتبال زیر ۲۰ سال مالی و مالی بازی کرده است.